# Алим Билали
Алим Билали (на македонска литературна норма: Алим Билали) е политик от Северна Македония.

## Биография
Роден е на 11 август 1985 година в реканското торбешо село Скудрине, тогава в Социалистическа федеративна република Югославия. По произход е македонец мюсюлманин. Учи управление на човешките ресурси в частния Университет за туризъм и мениджмънт в Скопие.
На 30 юни 2014 година замества станалия министър на външните работи Никола Попоски като депутат от ВМРО – Демократическа партия за македонско национално единство в Събранието на Република Македония.